# Figura reclinada de Henry Moore

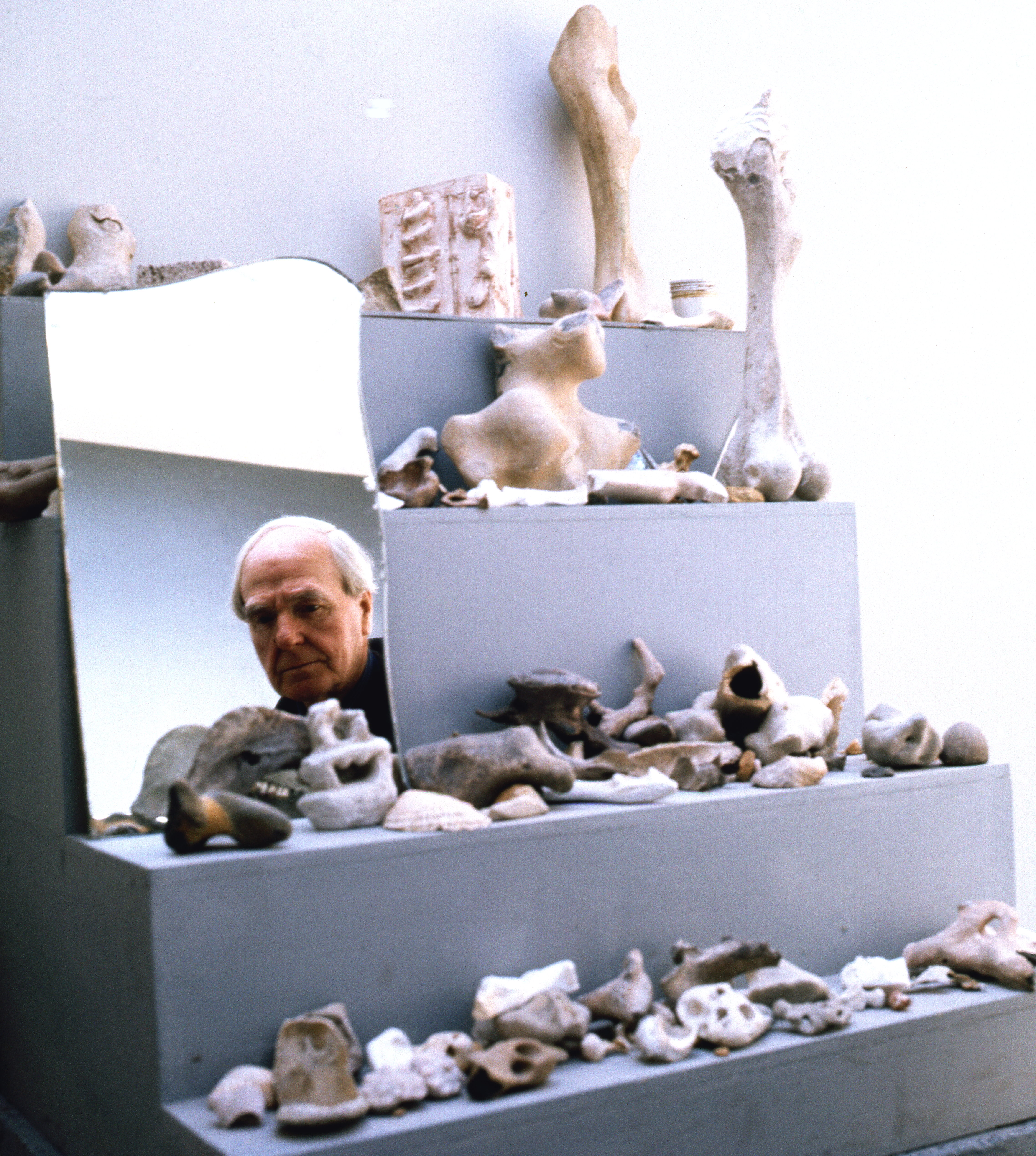
Henry Moore en su estudio hacia 1975, donde se aprecian la serie de elementos naturales que inspiraban las formas de sus esculturas.

Figura reclinada es el nombre que reciben una serie de esculturas del artista Henry Moore realizadas durante toda su trayectoria artística, inspiradas según el mismo Moore en: la escultura primitiva que estudiaba en frecuentes visitas al British Museum y en especial, la escultura Maya, etrusca, de les Islas Cícladas pero también de Miguel Ángel, Brancusi, Masaccio o  Archipenko.
Henry Moore está consagrado como uno de los más destacados escultores de la época contemporánea a nivel internacional y el más importante en Inglaterra, su arte avanzado del siglo XX se equipara con el de Brancusi. La figuración de su obra de formas redondeadas, se encuadra dentro de la escultura orgánica y morfológica, en la que la figura se pierde hacia la abstracción. Sus esculturas han sido realizadas la mayoría para exponerse al aire libre y con su monumentalidad identificarse con los paisajes que las rodean. Las figuras femeninas, en posición reclinada presentan la superficie externa casi siempre con curvas y juegos de concavidades y convexidades, con lo que consigue a través de estos huecos o agujeros la visión del volumen interno. Sus formas están sacadas de la observación de la naturaleza, rocas, conchas, ramas de árboles, paisajes a los que incorpora algún signo real del cuerpo humano, llega así a un límite de abstracción.

## Historia de las figuras reclinadas

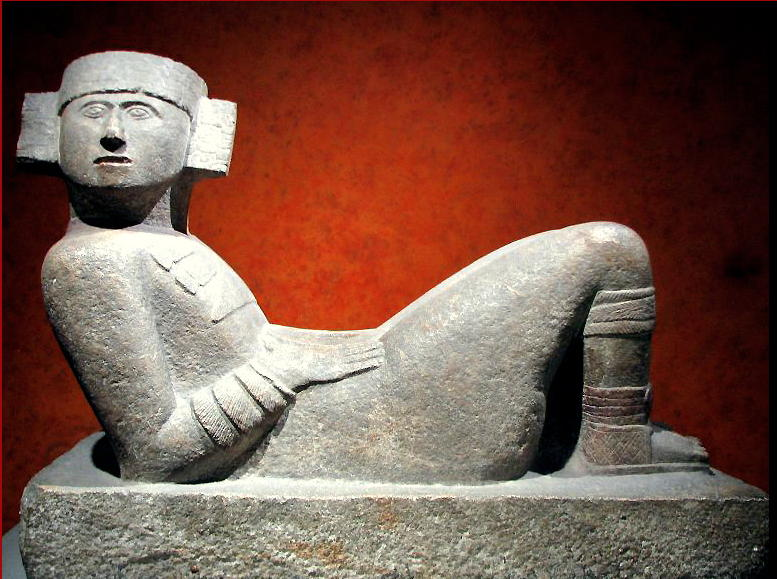
Una de las esculturas de Chac Mool que se han encontrado en Chichén Itzá.

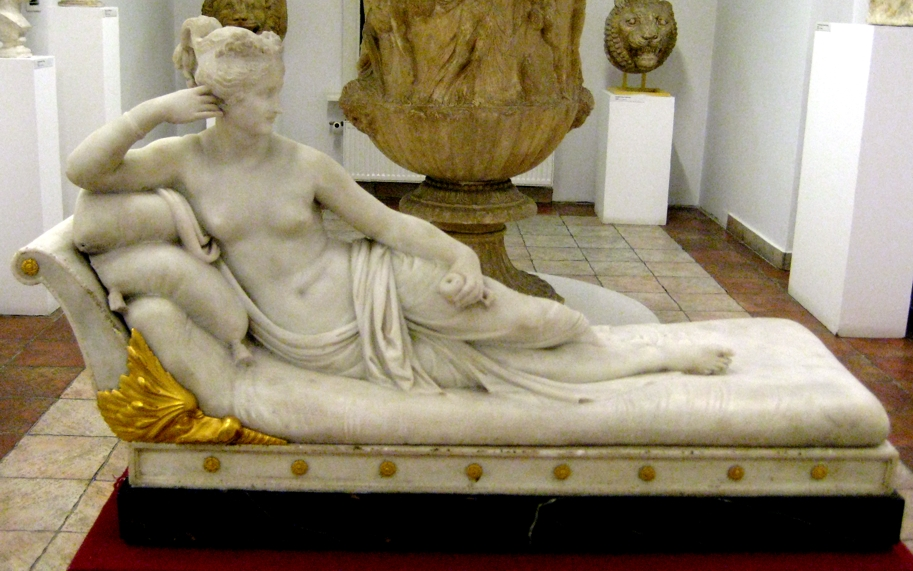
Venus victoriosa de Antonio Canova, tratamiento clásico de la «figura reclinada».

En la década de los años 1920 surgieron sus primeras «figuras reclinadas» donde expresa su gran atracción por la figura Maya Chac Mool de Chichén Itzá en el estado de Yucatán. La primera vez que vio esta escultura reproducida fue en el libro Altmexikanische (1922) de Walther Lehmann. En la escultura europea la figura reclinada era una forma adoptada por los escultores desde una tradición clásica, donde se representaba con un carácter de sensualidad, belleza ideal y con un elevado erotismo. En la figura de Chac Mool, la interpretación es diferente, los ritmos siguen una línea sencilla, la cabeza se encuentra girada hacia el frente, mientras el cuerpo está en posición longitudinal, según el mismo Moore: «vuelta hacia arriba, al cielo y las piernas descendiendo como columnas». El artista incorporó en su obra la Figura reclinada por primera vez en 1929 con una talla en piedra de Hornton después de unas pruebas realizadas a partir de 1926. Supo integrar en sus «figuras reclinadas» la combinación de las obras Mayas con las disposiciones clásicas del cuerpo que reposa sobre un lado con el brazo levantado, consiguió con todo ello unas esculturas donde la energía se hace más intensa y consigue un rico juego entre el naturalismo y la abstracción.
En 1925 Henry Moore, escribió una nota sobre la técnica de las obras prehispánicas:

Las esculturas de piedra mexicanas son de grandes dimensiones y muestran una austeridad adusta y sublime, ciertamente pétrea. Fueron creadas por auténticos escultores en comunión con su material, por lo que su escultura posee algo del carácter de las montañas, de las rocas, de las piedras y de los guijarros.

Durante los años 1930 la estilización en sus figuras es mucho más evidente y también el paso hacia la abstracción, es cuando empieza a perforar el volumen. En sus versiones de Figura reclinada, se advierte la forma orgánica en sus piernas, brazos, pechos o abdomen, cuyo desarrollo marca el espacio y el hueco, mientras que la grafía se encuentra en los rasgos figurativos del rostro o del cuerpo, a Moore le interesa la relación del volumen con el espacio. La «figura reclinada» no la abandona nunca, es el tema obsesivo de Henry Moore, es la recreación de la presencia del ser humano en la naturaleza, se transforma con el tiempo, pero en una posición fijada, incluso llega un momento en que «sólo la actitud se transparenta en el volumen.»
Estas obras fueron trabajadas en diferentes materiales desde el humilde yeso, a la talla directa de madera y piedra, cemento y bronce. Mantuvo la forma de reclinada, aunque pasó de la imagen robusta, compacta y realista a numerosas variaciones de tamaños y de estética, de un lenguaje primitivo a formas ondulantes, a perforar la escultura, a descomponerla en varias piezas y a llegar a tocar el arte abstracto: «Solo porque creo que de esta manera puedo mostrar el contenido psicológico humano de mi obra con la mayor franqueza e intensidad.»
El cambio de los materiales se produjo principalmente después de 1950, cuando dejó el tallado de la piedra y madera para dedicarse casi exclusivamente al modelado y pasado a bronce de sus piezas. Sin embargo, en este último material, siguió haciendo piezas monumentales en las «figuras reclinadas» de dos o más piezas.

## Catálogo
Existen seis volúmenes de catálogo razonado sobre la escultura de Henry Moore:
- Henry Moore:Complete Sculpture.
  - Vol. 1: 1921-1948 (título: Sculpture and Drawings) per Herbert Read.
  - Vol. 2: 1949-1954 por David Silvester.
  - Vol. 3: 1955-1964 por Alan Bowness.
  - Vol. 4: 1964-1973 por Alan Bowness.
  - Vol. 5: 1974-1980 por Alan Bowness.
  - Vol. 6: 1981-1986 por Alan Bowness; edición revisada en 1999 por Lund Humphries.

La abreviatura LH es la utilizada en el catálogo razonado de esculturas de Moore publicado por Lund Humphries y son los números de referencia que se emplea en la siguiente lista, hay alrededor de 200 piezas de la Figura reclinada. Sin contar las diversas copias en diferentes materiales o maquetas de una misma obra.
| Imagen                                                                          | Catálogo razonado | Año                         | Título original                                         | Técnica Longitud                         | Localización                                                                               | Observaciones |
| ------------------------------------------------------------------------------- | ----------------- | --------------------------- | ------------------------------------------------------- | ---------------------------------------- | ------------------------------------------------------------------------------------------ | --- |
|                                                                                 | LH 30             | 1926                        | Figura reclinada                                        | Yeso pintado 40,6 cm                     |                                                                                            | Obra destruida |
|                                                                                 | LH 31             | 1926                        | Mujer reclinada                                         | Bronce 40,6 cm                           |                                                                                            | |
|                                                                                 | LH 43             | 1927                        | Mujer reclinada                                         | Hormigón 63,5 cm                         | Colección Irina Moore                                                                      | |
| Imagen de la escultura Archivado el 30 de junio de 2012 en Wayback Machine.     | LH 59             | 1929                        | Figura reclinada                                        | Piedra Hornton marrón 53,8 cm            | Leeds Art Gallery Leeds Inglaterra                                                         | Fue la primera escultura realizada por Moore de piedra Hornton en el año 1929 influido por la figura mexicana de Chac Mool. A pesar de la gran similitud, ya que conserva el aspecto de bloque, al mirarla atentamente se nota que aparte de la posición de la cabeza, hay diferencias esenciales en la composición del cuerpo y las piernas, mientras que en la figura azteca están talladas ambas juntas en ángulo simétrico. Según el artista«:... sabía cuando la acabé que era la mejor escultura que había hecho hasta entonces.»Henry Moore (1968) |
|                                                                                 | LH 71             | 1929                        | Figura reclinada                                        | Alabastro 47,6 cm                        | Colección Carlo Ponti Roma Italia                                                          | |
| Imagen de la escultura Archivado el 6 de marzo de 2016 en Wayback Machine.      | LH 84             | 1930                        | Figura reclinada                                        | Piedra Hornton verde 88,8 cm             | Galería Nacional de Canadá Ottawa Canadá                                                   | Una fotografía de esta escultura se reprodujo en el libro The Meaning of Modern Sculpture de R. H. Wilenski en 1932 con el nombre equivocado de Montañas, debido a la equivalencia entre el cuerpo que se representaba en la escultura con un paisaje montañoso. En esta obra Moore cambia un poco la posición de las anteriores más parecidas a la de Chac Mool. La estructura forma unos contrastes más fuertes desde la cabeza más girada, a los ejes verticales y horizontales más definidos, presenta un claro intento entre la abstracción y el naturalismo, por ejemplo entre los pies y las manos. |
| Imagen de la escultura Archivado el 17 de noviembre de 2012 en Wayback Machine. | LH 85             | 1930                        | Figura reclinada                                        | Mineral de hierro (siderita) 17,1 cm     | Sainsbury Centre for Visual Arts Norwich Inglaterra                                        | «Quiero tener la libertad de encontrar una razón para hacer las figuras reclinadas y más libre para encontrar un significado para ellas. Lo importante para un artista es tener un tema que permita probar todo tipo de ideas formales.[...] En mi caso la figura reclinada ofrece posibilidades de este tipo[...] en el tema que se ha hecho una docena de veces antes, usted es libre de inventar una forma completamente nueva.»Henry Moore (1968). |
|                                                                                 | LH 90             | 1930                        | Figura reclinada                                        | Piedra Corsehill 49,5 cm                 |                                                                                            | Obra perdida, seguramente destruida. Hay fotografías. |
|                                                                                 | LH 94             | 1930                        | Figura reclinada                                        | Piedra Ancastert 53,3 cm                 | Detroit Institute of Arts Detroit Estados Unidos                                           | |
| Imagen de la escultura Archivado el 3 de marzo de 2016 en Wayback Machine.      | LH 101            | 1931                        | Figura reclinada                                        | Plomo 43,2 cm                            | Colección privada                                                                          | Edición de cinco ejemplares en bronce, uno de ellos en el Instituto Nacional de Bellas Artes de la Ciudad de México. |
|                                                                                 | LH 120a           | 1932                        | Figura reclinada                                        | Bronce 15,2 cm                           |                                                                                            | |
|                                                                                 | LH 120b           | 1932                        | Figura reclinada                                        | piedra y hormigón 21 cm                  |                                                                                            | |
|                                                                                 | LH 122            | 1932                        | Figura reclinada                                        | Hormigón armado esculpido 109 cm         | City Art Museum St. Louis St. Louis Estados Unidos                                         | «... el hormigón armado era el nuevo material arquitectónico. Siempre había sentido interés por los materiales, así que pensé que debía investigar el uso del hormigón para crear esculturas, por si en el futuro me apetecía vincular una escultura a un edificio construido con él.»Henry Moore (1968) |
|                                                                                 | LH 134            | 1933                        | Figura reclinada                                        | Hormigón armado esculpido 77,5 cm        | Universidad Washington en San Luis St. Louis Estados Unidos                                | «El primer método que probé para trabajar el hormigón consistió en revestir con ese material un armazón y, acto seguido lijarlo hasta que se hubiera secado. Tenía que hacerlo rápidamente, porque, al secarse, el cemento y el árido arenoso con el que estaba mezclado quedaban tan duros que todas las herramientas que utilizaba se desgastaban.» (1968) |
|                                                                                 | LH 141            | 1934                        | Figura reclinada                                        | Piedra africana (wonderstone) 15,2 cm    | Colección privada                                                                          | Sin firmar |
|                                                                                 | LH 155            | 1934-1935                   | Figura reclinada                                        | Piedra Corsehill 62,2 cm                 | Fundación Henry Moore Much Hadham Inglaterra                                               | La escultura con carácter abstracto, presenta un aspecto funerario parecido a las tumbas medievales que se encuentran en algunas iglesias inglesas, la figura parece estar envuelta con un velo preparada para su entierro. |
|                                                                                 | LH 161a           | 1935                        | Figura reclinada                                        | Bronce 7,7 cm                            |                                                                                            | |
|                                                                                 | LH 161b           | 1935                        | Figura reclinada                                        | Piedra africana (wonderstone) 14 cm      | Colección privada Inglaterra.                                                              | |
|                                                                                 | LH 162            | 1935-1936                   | Figura reclinada                                        | Madera de olmo 88,9 cm                   | Museo Albright-Knox Buffalo Estados Unidos                                                 | «El gusto por los agujeros surgió del deseo de crear espacio y formas tridimensionales. Para mí el agujero no es simplemente un agujero redondo. Es la penetración que atraviesa el bloque de la parte anterior a la posterior. Para mí esto fue una revelación, un gran esfuerzo mental. Lo difícil fue tener la idea de hacerlo, no el esfuerzo físico.»Henry Moore (1968) |
| Imagen de la escultura Archivado el 3 de enero de 2012 en Wayback Machine.      | LH 175            | 1936                        | Figura reclinada                                        | Madera de olmo 106,7 cm                  | The Hepworth Wakefield Wakefield Inglaterra                                                | Esta obra forma parte de una serie de seis tallas de madera de olmo realizadas por Moore. La pieza muestra un equilibrio entre la línea, la forma y el espacio, es una escultura fuerte y sensual. Fue adquirida para la colección permanente de la Art Gallery de Wakefield en 1942. |
|                                                                                 | LH 175a           | 1936-1937                   | Figura reclinada                                        | Bronce 12,7 cm                           |                                                                                            | |
|                                                                                 | LH 178            | 1937                        | Figura reclinada                                        | Piedra Hopton Wood 83,8 cm               | Colección Lois Orsuvell (Pomfret) Connecticut Estados Unidos                               | |
|                                                                                 | LH 183a           | 1937                        | Figura reclinada                                        | Bronce 18,1 cm                           |                                                                                            | Edición de ocho ejemplares. |
| Imagen de la escultura Archivado el 16 de julio de 2013 en Wayback Machine.     | LH 185            | 1938                        | Figura reclinada                                        | Bronce 21 cm                             | New Walk Museum and Art Gallery Leicester Inglaterra                                       | |
|                                                                                 | LH 186a           | 1938                        | Figura reclinada                                        | Bronce 33 cm                             |                                                                                            | |
|                                                                                 | LH 186d           | 1938                        | Figura reclinada                                        | Bronce 13 cm                             |                                                                                            | Edición de nueve ejemplares. |
| Imagen de la escultura                                                          | LH 191            | 1938                        | Figura reclinada                                        | Piedra Hornton verde 139,7 cm            | Tate Gallery Londres Inglaterra                                                            | Las esculturas realizadas a últimos de esta década muestran la intención de Moore de relacionarlas con el paisaje. En esta obra tallada en piedra autóctona inglesa, se aprecia en su forma las ondulaciones propias de las colinas de la campiña de Kent, fue elaborada a partir de maquetas de plomo y una serie de dibujos preparatorios. Existe otra versión del mismo año en bronce de una altura de 13 cm (LH 184) con una edición de 9 ejemplares. |
|                                                                                 | LH 192            | 1938                        | Figura reclinada                                        | Plomo 31,2 cm                            | Museo de Arte Moderno Nueva York Estados Unidos                                            | Este fue un modelo que sirvió para realizar la copia del año 1946 de la Peggy Guggenheim Collection de Venecia (LH 191a) y posteriormente la Gran Figura reclinada (LH 192b) en versiones de fibra de vidrio y bronce. |
| Imagen de la escultura                                                          | LH 192a           | 1938                        | Figura reclinada                                        | Bronce pulido 31,5 cm                    | Peggy Guggenheim Collection Venecia Italia                                                 | La obra expuesta es una fundición, del año 1946, en bronce pulido, reproducción permitida por la Fundación Henry Moore de la escultura del año 1938. La forma frágil y sinuosa de esta escultura marcó una nueva trayectoria más libre en cuanto a la expresión de su creación. |
|                                                                                 | LH 192b           | 1984 (Versión del año 1938) | Gran Figura reclinada                                   | Fibra de vidrio 10 metros aprox.         | Fitzwilliam Museum Cambridge Inglaterra                                                    | Esta obra semi-abstracta fue realizada en 1938, —original comprado por el museo de Arte Moderno de Nueva York—. No fue hasta 1983, cuando el arquitecto Ieoh Ming Pei encargó una ampliación gigantesca de más de diez metros de longitud, se realizó una de fibra de vidrio y otra igual de bronce patinado en dorado, que el arquitecto colocó en una plaza diseñada especialmente al lado de su edificio para el Oversea-Chinese Banking Corporation de Singapur. La obra de fibra de vidrio fue instalada en una colina cerca del lugar de trabajo de Moore en Perry Green. En el año 1986 fue reemplazada por un segundo bronce y la de fibra de vidrio trasladada a partir del 2004, en calidad de préstamo de la Fundación Henry Moore, frente al Museo Fitzwillian de Cambridge. |
|                                                                                 | LH 193            | 1938                        | Figura reclinada                                        | Bronce 14 cm                             |                                                                                            | Edición de nueve ejemplares. |
|                                                                                 | LH 197            | 1939                        | Figura reclinada tensada                                | Plomo y cuerda 25,4 cm                   | Colección particular                                                                       | El año 1939 fue el primero que Moore construyó esculturas tensadas, la visita al Museo de Ciencias de South Kensington, según el propio autor, fue el resultado de estas pruebas, que resultaron unas de las más abstractas realizadas por el escultor: «Podía haber hecho centenares. Era divertido, pero resultaba demasiado un experimento como para ser realmente satisfactorias. Lo que me excitaba no era el estudio científico de estos modelos, sino la capacidad de mirar por entre las cuerdas como en una jaula de pájaros y ver una forma dentro de otra.» |
|                                                                                 | LH 199a           | 1939                        | Figura reclinada tensada                                | Bronce y alambre de latón 26 cm          |                                                                                            | |
| Imagen de la escultura                                                          | LH 202            | 1939                        | Figura reclinada                                        | Bronce 27,9 cm                           | Tate Gallery Londres Inglaterra                                                            | Edición de dos ejemplares. |
|                                                                                 | LH 203            | 1939                        | Figura reclinada                                        | Bronce 22,9 cm                           | Colección particular.                                                                      | |
|                                                                                 | LH 204            | 1939                        | Figura reclinada                                        | Bronce 25,4 cm                           |                                                                                            | |
| Imagen de la escultura                                                          | LH 208            | 1939                        | Figura reclinada                                        | Bronce 33 cm                             | Tate Gallery Londres Inglaterra                                                            | |
|                                                                                 | LH 208a           | 1939                        | Figura reclinada: serpiente                             | Bronce 28,9 cm                           |                                                                                            | Edición de nueve ejemplares. |
| Imagen de la escultura Archivado el 6 de marzo de 2016 en Wayback Machine.      | LH 210            | 1939                        | Figura reclinada                                        | Madera de olmo 205,7 cm                  | Detroit Institute of Arts Detroit Estados Unidos                                           | Fue adquirida con fondos de la Dexter M. Ferry Jr., Trust Corporation. Existe otra versión del año 1938 en bronce de 21,6 cm (LH 185). |
| Imagen de la escultura Archivado el 3 de marzo de 2012 en Wayback Machine.      | LH 243            | 1944                        | Figura reclinada                                        | Terracota 14,4 cm                        | Museo Ludwig Colonia Alemania                                                              | |
|                                                                                 | LH 245            | 1945                        | Figura reclinada                                        | Bronce 16,5 cm                           |                                                                                            | |
|                                                                                 | LH 247            | 1945                        | Figura reclinada                                        | Terracota 15,2 cm                        | Colección particular Itàlia                                                                | Existe otra versión de 1945-1946, en madera de olmo con una medida de 190,5 cm (LH 263). |
|                                                                                 | LH 249            | 1945                        | Figura reclinada                                        | Terracota 16,5 cm                        |                                                                                            | |
|                                                                                 | LH 250            | 1945                        | Figura reclinada                                        | Terracota 17,8 cm                        |                                                                                            | Edición de siete ejemplares de bronce. |
|                                                                                 | LH 251            | 1945                        | Figura reclinada                                        | Bronce 17,8 cm                           |                                                                                            | |
| Imagen de la escultura Archivado el 17 de noviembre de 2012 en Wayback Machine. | LH 252            | 1945                        | Figura reclinada                                        | Bronce 18,4 cm                           | Sainsbury Center for Visual Arts Norwich Inglaterra                                        | Se encuentra otra pieza en el Museo de Bellas Artes de Montreal (Canadà). |
|                                                                                 | LH 254            | 1945                        | Figura reclinada                                        | Terracota 18,4 cm                        | Fundación Henry Moore.                                                                     | |
|                                                                                 | LH 255            | 1945                        | Figura reclinada                                        | Terracota 13,3 cm                        | Fundación Henry Moore                                                                      | Donación de Irina Moore en 1977. Sin firmar. |
|                                                                                 | LH 256            | 1944                        | Figura reclinada                                        | Bronce 40,6 cm                           |                                                                                            | Edición de siete ejemplares. |
| Imagen de la escultura Archivado el 3 de marzo de 2016 en Wayback Machine.      | LH 257            | 1945                        | Figura reclinada                                        | Bronce 42 cm                             | Museo de Israel Jerusalén Israel                                                           | |
| Imagen de la escultura Archivado el 3 de marzo de 2012 en Wayback Machine.      | LH 260            | 1945-1946                   | Figura reclinada                                        | Bronce 16,5 cm                           | Nueva Galería Estatal de Stuttgart Stuttgart Alemania                                      | |
|                                                                                 | LH 261            | 1946                        | Figura reclinada                                        | Terracota 43,2 cm                        |                                                                                            | Existe otra versión del año 1945, de terracota y con una medida de 19,1 cm (LH 253). |
|                                                                                 | LH 262            | 1945-1946                   | Figura conmemorativa                                    | Piedra Hornton 142,2 cm                  | Jardines de Dartington Hall Devon Inglaterra                                               | Esta Figura reclinada fue realizada en memoria de Christopher Martin, amigo del escultor. Según el propio Moore la figura :«… ha encontrado un marco perfecto en los jardines de Dartington Hall. Está situada en una elevación del terreno, y cuando se está cerca y se observa la forma en relación con la vista, uno se da cuenta de que la rodilla levantada repite o imita la suave ondulación del paisaje. Yo quería que transmitiera una sensación de permanente tranquilidad, una sensación de la que han sido eliminadas la agitación y la inquietud de la existencia humana, y todo el tiempo que estuve trabajando en esta figura era muy consciente de que estaba haciendo un monumento para el paisaje inglés.» Existe otra versión del año 1945 Figura reclinada en terracota con 17,8 cm de altura (LH 242). |
|                                                                                 | LH 266            | 1946-1947                   | Figura reclinada                                        | Piedra Hornton marrón 68,6 cm            |                                                                                            | |
|                                                                                 | LH 268a           | 1948                        | Figura reclinada                                        | Bronce 19 cm                             |                                                                                            | |
|                                                                                 | LH 273            | 1949                        | Figura reclinada                                        | Piedra Hornton 76 cm                     |                                                                                            | Existe otra versión de 1945 en bronce de 20,3 cm (LH 246). |
|                                                                                 | LH 292            | 1950                        | Modelo de trabajo para Figura reclinada: Festival       | Bronce 43 cm                             | Fundación Henry Moore                                                                      | Sin firma. Donación del artista en 1977. |
|                                                                                 | LH 292a           | 1950                        | Maqueta pequeña nº 1 para Figura reclinada              | Bronce 24 cm                             | Galería de Arte de Ontario Toronto Canadá                                                  | Donación a la galería en 1985 por Walter Carsen. |
|                                                                                 | LH 292b           | 1950                        | Maqueta pequeña nº 2 para Figura reclinada              | Bronce 21 cm                             |                                                                                            | |
|                                                                                 | LH 293            | 1951                        | Figura reclinada: Festival                              | Bronce 228,5 cm                          | Galería nacional de Escocia Edimburgo Inglaterra                                           | Esta escultura de la que existen diversas copias, - una de ellas en el jardín de jardín de las Tullerías en París-, fue encargada por Arts Council of Great Britain para el Festival Británico de 1951. Presenta unes inscripciones como «telarañas» que refuerzan toda la topografía del cuerpo de la figura, mientras se yuxtaponen elementos doblados con suaves líneas ondulantes. Otra versión datada en 1951 de yeso y con una medida de 105,5 cm se conserva en la Tate Gallery de Londres. «La Figura reclinada:Festival es quizá mi primera escultura en la que el espacio y la forma son completamente dependiente uno del otro y en la que están inseparablemente unidos. Había alcanzado el punto en que quería que mis esculturas fueran realmente tridimensionales. Cuando comencé a practicar agujeros en mis esculturas, estos tenías un carácter autónomo. Ahora, el espacio y la forma están tan naturalmente fundidos que forman una unidad.»Henry Moore     |
| Imagen de la escultura Archivado el 23 de noviembre de 2015 en Wayback Machine. | LH 298            | 1951                        | Figura reclinada: forma interna/externa                 | Bronce 53,5 cm                           | Museo de Bellas Artes de Montreal Montreal Canadá                                          | Edición de nueve ejemplares. |
|                                                                                 | LH 299            | 1953-1954                   | Figura reclinada: forma externa                         | Bronce 213,5 cm                          | Universidad Albert Ludwigs Friburgo Alemania                                               | Esta escultura se trabajó sobre el modelo LH 298, que poseía una figura interna separada, en principio también se realizó para esta obra de mayor tamaño, pero finalmente el autor decidió dejarla sólo con la forma externa. Según Henry Moore: «Lo más interesante para mí, es que la forma interior sigue estando presente implícitamente.» Existen otras copias en Museo de Israel (Jerusalén); en el Museo Nacional de Bellas Artes (Buenos Aires); y en la Galería Nacional de Arte Moderno de Roma. Edición total de seis ejemplares. |
|                                                                                 | LH 327            | 1952                        | Figura reclinada                                        | Bronce 20,5 cm                           |                                                                                            | Edición de nueve ejemplares. |
| Imagen de la escultura Archivado el 3 de marzo de 2016 en Wayback Machine.      | LH 329            | 1953                        | Figura reclinada nº 2                                   | Bronce 91,5 cm                           | Museo de Israel Jerusalén Israel                                                           | Escayola con color en la Fundación Henry Moore; en bronce en Dublín City Gallery The Hugh Lane, y en Winnipeg Art Gallery en Winipeg, (Canadá). Edición de siete ejemplares. |
|                                                                                 | LH 330            | 1952                        | Figura reclinada nº 3                                   | Bronce 21 cm                             |                                                                                            | Edición de nueve ejemplares. |
|                                                                                 | LH 331            | 1952                        | Figura reclinada fragmento                              | Bronce 14 cm                             |                                                                                            | Edición de nueve ejemplares. |
| Imagen de la escultura Archivado el 3 de marzo de 2016 en Wayback Machine.      | LH 332            | 1954                        | Figura reclinada nº 4                                   | Bronce 59,4 cm                           | Museo Thyssen-Bornemisza Madrid España                                                     | Hay copias en el Museo de Arte Moderno Bruselas, (Bélgica) y en el Metropolitan Museum of Art de Nueva York. Edición total de siete ejemplares. |
|                                                                                 | LH 332a           | 1953                        | Figura reclinada vestida                                | Bronce 16,5 cm                           |                                                                                            | |
|                                                                                 | LH 334            | 1953                        | Figura reclinada delgada                                | Bronce 15 cm                             |                                                                                            | |
| Imagen de la escultura Archivado el 3 de marzo de 2016 en Wayback Machine.      | LH 335            | 1952                        | Maqueta para Figura reclinada vestida                   | Bronce 16,5 cm                           | Museo de Israel Jerusalén Israel                                                           | |
|                                                                                 | LH 336            | 1952-1953                   | Figura reclinada vestida                                | Bronce 169 cm                            | Museo Hirshhorn y Jardín de Esculturas Washington D. C. Estados Unidos                     | Hay cuatro ediciones con el sello “Moore”. Después de su viaje a Grecia en 1951, realizó esta escultura «vestida» primera de una serie con esta característica, influida por la visión de las esculturas del Partenón, así aunque mantiene la pose de la escultura de Chac-mool el ropaje proviene de la técnica griega.«En esta figura he intentado utilizar el ropaje desde lo que creo es un punto de vista escultórico. Y mi primera visita a Grecia en 1951 tal vez contribuyó a reforzar este propósito. Así que aproveché la oportunidad para hacer esta figura vestida en bronce. El drapeado puede subrayar la tensión en una figura, pues donde la forma empuja hacia fuera -como en los hombros, los muslos, los pechos, etc- se puede poner tirante, casi como una venda.» Henry Moore (1955) Cita en Sculpture in the Open Air Londres: Robert Melville |
|                                                                                 | LH 337            | 1954                        | Figura reclinada nº 6                                   | Bronce 22 cm                             |                                                                                            | La escultura original en yeso fue donada por Henry Moore en 1974 a la Galería de Arte de Ontario, en Toronto (Canadá). |
|                                                                                 | LH 402            | 1956                        | Figura reclinada                                        | Bronce 244 cm                            | Akademie der Kunste Berlín Alemania                                                        | Versiones en la Art Gallery of Western Australian, Perth (Australia), y en Sainsbury Centre for Visual Arts en Norwich (Inglaterra). |
| Imagen de la escultura Archivado el 22 de noviembre de 2015 en Wayback Machine. | LH 411            | 1956                        | Figura reclinada vestida                                | Bronce 16,5 cm                           | Museo de Bellas Artes de Montreal Montreal Canadá                                          | Hay otra versión posterior de 73,5 cm (LH 412) |
|                                                                                 | LH 411a           | 1956                        | Figura reclinada:Goujon                                 | Bronce 24 cm                             |                                                                                            | Edición de nueve piezas. La escultura original del modelo en yeso fue donada, por Henry Moore en 1974, a la Galería de Arte de Ontario en Toronto (Canadá). |
| Imagen de la escultura Archivado el 13 de agosto de 2014 en Wayback Machine.    | LH 412            | 1957                        | Figura reclinada vestida                                | Bronce 73,5 cm                           | Open Air Museum Hakone Japón                                                               | Otra copia se encuentra en Pola Museum Art Hakone (Japón). Edición de once piezas. |
|                                                                                 | LH 413a           | 1957                        | Maqueta para Figura reclinada                           | Bronce 21,5 cm                           |                                                                                            | Hay otra versión de 70 cm (LH 413) con una edición de doce ejemplares. |
|                                                                                 | LH 414            | 1957                        | Maqueta para Figura reclinada de la UNESCO              | Bronce 22 cm                             |                                                                                            | Hay tres versiones, una de ellas en la Tate Gallery (Londres). |
|                                                                                 | LH 415            | 1957                        | Obra sobre el modelo para Figura reclinada de la UNESCO | Bronce 239 cm                            | Kunsthaus Zúrich Suiza                                                                     | Otra copia en Stedelijk Museum, Ámsterdam Edición de seis copias. |
| Imagen de la escultura Archivado el 9 de abril de 2014 en Wayback Machine.      | LH 416            | 1957-1958                   | Figura reclinada para la UNESCO                         | Mármol travertino 508 cm                 | Sede de la Unesco París Francia                                                            | En 1957 recibió Henry Moore el encargo de una escultura para colocarla en frente del edificio de la UNESCO en París, después de diversos dibujos y bocetos, decidió realizar una Figura reclinada y después de eliminar como material el bronce, por ser el color demasiado oscuro ante los cristales de la fachada, escogió el mármol travertino de textura rugosa que también había sido usado en la construcción del edificio. El arquitecto Marcel Breuer había sugerido una media de ocho metros de longitud, pero Moore decidió hacerla finalmente de cinco, con esto también fue la mayor de sus esculturas realizadas en piedra. La obra fue tallada cerca de Carrara y contó para tallarla con la ayuda de la empresa Henraux. Envió un modelo de trabajo y visitó varias veces los talleres durante el año que duró su realización. La obra finalizada en 1958, tuvo que ser trasladada a París en cuatro piezas, debido a su gran peso de treinta y nueve toneladas. |
|                                                                                 | LH 429            | 1956                        | Maqueta para Mujer reclinada vestida                    | Bronce 18 cm                             |                                                                                            | |
|                                                                                 | LH 430            | 1957                        | Figura reclinada fragmentada                            | Bronce 19 cm                             | Museo Ashmolean Oxford Inglaterra                                                          | En esta escultura sigue mostrando Moore el interés por el tema del drapeado en las vestiduras y la influencia de las figuras «amputadas» griegas, esta figura reclinada presenta solo el fragmento del cuerpo central cubierto con vestiduras, con cierto parecido a la Afrodita que formó parte del frontón oriental del Partenón,conservada en el Museo Británico. |
|                                                                                 | LH 431            | 1957-1958                   | Mujer reclinada vestida                                 | Bronce 208,5 cm                          | Pinakothek der Moderne Múnich Alemania                                                     | Edición de 6 + 1. Copias en Nueva Galería Estatal de Stuttgart, (Alemania), y en Sainsbury Centre for Visual Arts, Norwich (Inglaterra), |
|                                                                                 | LH 452            | 1959-1964                   | Figura reclinada                                        | Madera de olmo 261,5 cm                  | Fundación Henry Moore                                                                      | Sin firmar. Donación de Irina Moore en 1977. Según comentó Henry Moore, le gustaba trabajar la madera de olmo por el interés que representaba «trabajar con una madera de un árbol vivo, si la madera procediese de un árbol muerto, no tiene calidad y con el tiempo se pudre.» |
|                                                                                 | LH 455            | 1960                        | Figura reclinada: cuenco                                | Bronce 28 cm                             |                                                                                            | |
| Imagen de la escultura Archivado el 5 de septiembre de 2014 en Wayback Machine. | LH 456            | 1959-1960                   | Figura reclinada pedestal                               | Bronce 130 cm                            | Didrichsen Art Museum Helsinki Finlandia                                                   | Otra copia en el Museo de Bellas Artes de Caracas (Venezuela). Edición de nueve ejemplares. |
|                                                                                 | LH 457a           | 1959                        | Maqueta para Figura reclinada de dos piezas nº 1        | Bronce 16 cm                             |                                                                                            | Existe otra versión. |
|                                                                                 | LH 457            | 1959                        | Figura reclinada dos piezas nº 1                        | Bronce 193 cm                            | Museo Wilhelm Lehmbruck Duisburg Alemania                                                  | «Es una mezcla de formas rocosas y montañas combinadas con la figura humana...Dividir la figura en dos partes me permitió hacer muchas más variaciones tridimensionales que si se hubiera tratado de una pieza monolítica.» Henry Moore Otras copias en Open Air Museum Hakone (Japón); en el Parque de Esculturas de Glenkiln, Dumfries y Galloway (Escocia); y en Chelsea College of Art & Desing, Londres. |
|                                                                                 | LH 458            | 1960                        | Figura reclinada dos piezas nº 2                        | Bronce 259 cm                            | Museo Kroller-Muller Otterlo Holanda                                                       | Firma con el sello "Moore [0/7]" Copia en la Galería nacional de Escocia Edimburgo (Inglaterra). Esta escultura representa la unión entre la figura y el paisaje. El fragmentar la pieza hace parecer que la misma acaba consumida por las fuerzas de la naturaleza, la base de estas esculturas es como el recordatorio de la presencia transitoria humana que contrasta con la resistencia de los elementos. |
|                                                                                 | LH 464            | 1960                        | Maqueta para Figura reclinada                           | Bronce 21 cm                             |                                                                                            | |
|                                                                                 | LH 473            | 1960                        | Figura reclinada dos piezas nº 1                        | Bronce 24 cm                             |                                                                                            | |
|                                                                                 | LH 474            | 1961                        | Figura reclinada dos piezas maqueta nº 2                | Bronce 26,5 cm                           |                                                                                            | |
|                                                                                 | LH 475            | 1961                        | Figura reclinada dos piezas maqueta nº 3                | Bronce 20,5 cm                           |                                                                                            | Existe otra versión de 373 cm (LH 517). |
|                                                                                 | LH 476            | 1961                        | Figura reclinada dos piezas maqueta nº 4                | Bronce 21 cm                             |                                                                                            | |
|                                                                                 | LH 477            | 1962                        | Figura reclinada dos piezas maqueta nº 5                | Bronce 15 cm                             |                                                                                            | |
|                                                                                 | LH 478            | 1961                        | Figura reclinada dos piezas nº 3                        | Bronce 239 cm                            | Sainsbury Centre for Visual Arts Norwich Inglaterra                                        | Edición de siete ejemplares. Una copia se encuentra en Brandon Estate, Londres |
| Imagen de la escultura Archivado el 4 de marzo de 2016 en Wayback Machine.      | LH 479            | 1961                        | Figura reclinada dos piezas nº 4                        | Bronce 109 cm                            | Stedelijk Museum Ámsterdam Holanda                                                         | Edición de ocho ejemplares. Una copia en Winnipeg Art Gallery Winnipeg (Canadá). |
|                                                                                 | LH 489            | 1961                        | Figura reclinada encogida                               | Bronce 14,5 cm                           |                                                                                            | Existe otra versión de 1961-1969 realizada en mármol travertino con una medida de 190 cm (LH 489a) en la colección de Lord y Lady Rayne (Londres). |
|                                                                                 | LH 489b           | 1961                        | Figura reclinada encogida nº 2                          | Bronce 13,5 cm                           |                                                                                            | |
|                                                                                 | LH 500            | 1961-1962                   | Figura reclinada tres piezas nº 1                       | Bronce 287 cm                            | Dorchester Square Montreal Canadá                                                          | Edición de siete ejemplares. Una copia en Corniche Road, Jeddah (Arabia Saudí). |
|                                                                                 | LH 501            | 1962                        | Figura reclinada tres piezas maqueta nº 2               | Bronce 21,5 cm                           |                                                                                            | |
|                                                                                 | LH 513            | 1963                        | Figura reclinada tres piezas nº 2 puntal de puente      | Bronce 251,5 cm                          | Museo Hirshhorn y Jardín de Esculturas Washington D. C. Estados Unidos                     | De esta escultura se han producido seis ejemplares, entre las que se encuentran la de la Fundación Henry Moore, la de la Tate Gallery de Londres, y la de la Gallery David Winton Bell, Providence (Estados Unidos). El nombrar a la escultura «puntal de puente» fue por las diferentes perspectivas que sugiere la obra según del lugar donde sea observada, con su base a la altura de la vista, forma una serie de arcos o puentes que según Henry Moore le recordaba el puente de Waterloo desde el Embankment, donde pasaba a menudo el artista. |
|                                                                                 | LH 513a           | 1963                        | Figura reclinada tres piezas                            | Bronce 23 cm                             |                                                                                            | |
|                                                                                 | LH 517            | 1963-1964                   | Figura reclinada dos piezas nº 5                        | Bronce 373 cm                            | Kenwood House Londres Inglaterra                                                           | Copias en el Museo Luisiana de Arte Moderno, Humlebaek (Dinamarca), y en Ruhfestspielhaus, Recklinghausen (Alemania). |
|                                                                                 | LH 518            | 1963-1965                   | Modelo de trabajo para Figura reclinada: Lincoln Centre | Bronce 427 cm                            | Charing Cross Hospital Londres Inglaterra                                                  | Edición de dos ejemplares.. Vista desde la parte posterior de la espalda, esta escultura guarda cierto parecido con las grandes bañistas del pintor francés Cézanne. Moore se proclamaba un gran admirador de este artista, del que había comprado en 1961 el pequeño óleo titulado Tres bañistas. |
|                                                                                 | LH 519            | 1963-1965                   | Figura reclinada                                        | Bronce 855 cm                            | Lincoln Center for the Performing Arts Nueva York Estats Units                             | «Por supuesto, sabía que la escultura iba a erigirse en un gran estanque. Me habían dicho que estaría a una profundidad de 35 cm. Por ello, al hacer la pieza, la concebí pensando en que la base quedaría sumergida a esa altura. Pero en realidad, el agua no puede alcanzar ese nivel sin desbordarse[...] la obra nunca se ha visto tal y como yo la planeé.»Henry Moore(1968) |
|                                                                                 | LH 520            | 1964                        | Figura reclinada dos piezas maqueta nº 6                | Bronce 24 cm                             |                                                                                            | |
|                                                                                 | LH 547            | 1966                        | Figura reclinada dos piezas maqueta nº 8                | Bronce 24 cm                             |                                                                                            | La escultura original del modelo en yeso. fue donada por Henry Moore en 1974, a la Galería de Arte de Ontario en Toronto (Canadá). |
|                                                                                 | LH 557            | 1966                        | Figura reclinada                                        | Mármol blanco 114 cm                     |                                                                                            | |
| Imagen de la escultura Archivado el 22 de enero de 2013 en Wayback Machine.     | LH 564            | 1966                        | Maqueta para Figura reclinada: capa                     | Bronce 12 cm                             | Metropolitan Museum of Art Nueva York Estados Unidos                                       | Existe otra versión de 1967, Figura reclinada:capa de 37 cm (LH 565). |
|                                                                                 | LH 575a           | 1967                        | Maqueta para Figura reclinada dos piezas nº 9           | Bronce 23 cm                             |                                                                                            | Existe otra versión. |
|                                                                                 | LH 576            | 1968                        | Figura reclinada dos piezas nº 9                        | Bronce 249 cm                            | M. H. de Young Memorial Museum San Francisco Estados Unidos                                | Edición de siete ejemplares. Se encuentran, entre otros lugares, en el Museo Norton Simon en Pasadena, (Estados Unidos), en la Biblioteca Nacional de Australia en Canberra, (Australia), y en Kansas City Sculpture Park, Kansas City (Estados Unidos) |
| Imagen de la escultura Archivado el 5 de septiembre de 2012 en Wayback Machine. | LH 580b           | 1968                        | Maqueta para Figura reclinada dos piezas nº 10          | Bronce 12,7 cm                           | Museo de Arte Contemporáneo de Hiroshima Hiroshima Japón                                   | |
|                                                                                 | LH 603            | 1969                        | Figura reclinada: puntas                                | Bronce 16 cm                             |                                                                                            | |
|                                                                                 | LH 604            | 1969                        | Maqueta para Figura reclinada dos piezas: puntas        | Bronce 14 cm                             |                                                                                            | |
|                                                                                 | LH 606            | 1969-1970                   | Figura reclinada dos piezas: puntas                     | Bronce 365 cm                            | Hofgarten Dusseldorf Alemanya                                                              | Edición de siete ejemplares, más una la 0/7 en la Fundación Henry Moore, donada por el artista en 1977. Otras copias se encuentran en la Pinakothek der Moderne, Múnich (Alemania), y en el Open Air Museum Hakone (Japón). Esta escultura presenta connotaciones sexuales y también se aprecia en ella alguna evocación militar, los miembros en forma de puntas se han comparado con formas semejantes a cartuchos de artillería, miembros amputados o penes. |
|                                                                                 | LH 607            | 1969                        | Maqueta Figura reclinada                                | Bronce 15 cm                             |                                                                                            | |
|                                                                                 | LH 608            | 1969-1970                   | Figura reclinada                                        | Bronce 243 cm                            | Museo de Israel Tel Aviv Israel                                                            | Edición de seis ejemplares. Entre estas copias hay una en Luisiana Museum of Modern Art Humlebaek (Dinamarca), y otra en el Open Air Museum Hakone (Japón), |
|                                                                                 | LH 609            | 1969                        | Maqueta para Figura reclinada: cama en arco             | Bronce 18 cm                             |                                                                                            | Existe otra versión. |
|                                                                                 | LH 610            | 1969-1970                   | Figura reclinada: pierna en arco                        | Bronce 442 cm                            | Centro Cultural de Belém Lisboa Portugal                                                   | Edición de seis ejemplares. Copias en Teherán Museum of Contemporary Art, Teherán (Irán), en el Open Air Museum, Hakone (Japón), y en el Museo de arte e historia de Ginebra (a). |
| Imagen de la escultura Archivado el 5 de diciembre de 2015 en Wayback Machine.  | LH 628            | 1972                        | Figura reclinada cuatro piezas                          | Bronce 74 cm                             | Museo de Arte de Basilea Basilea Suiza                                                     | Misma versión en medida más pequeña que la de la referencia LH 629. |
|                                                                                 | LH 629            | 1972-1973                   | Gran Figura reclinada cuatro piezas                     | Bronce 402 cm                            | Louise M. Davies Symphony Hall San Francisco Estados Unidos                                | Edición de siete ejemplares. Una copia en Yamanashi Prefectural Museum of Art, Kofu (Japón). y otra en Lamont Library, Universidad de Harvard, Cambridge (Estados Unidos). «Hay tres posturas fundamentales en la figura humana. Una es de pie, otra sentada y la tercera echada. Pero de las tres, la que da más libertad, hablando de composición y espacio.Una figura reclinada puede yacer en cualquier superficie, es libre, y al mismo tiempo estable. Además este tipo de figura emana reposo.» Henry Moore (1968). |
|                                                                                 | LH 642            | 1974                        | Figura reclinada: falda de hueso                        | Bronce 27 cm                             |                                                                                            | Existe otra versión del año 1975 en mármol travertino de 157 cm (LH 643), donada por el artista a la Fundación Henry Moore en 1977. |
| Imagen de la escultura Archivado el 4 de marzo de 2016 en Wayback Machine.      | LH 653            | 1975                        | Maqueta para Figura reclinada tres piezas: vestida      | Bronce 25 cm                             | National Gallery of Modern Art Nueva Delhi India                                           | «La escultura hecha en varias piezas que están dispuestas en una relación mutua es algo de lo que siempre he sido especialmente consciente como escultor. Las distancias entre las distintas piezas de una escultura, si son incorrectas, lo notaría inmediatamente.»Henry Moore (1980) |
| Imagen de la escultura Archivado el 11 de noviembre de 2014 en Wayback Machine. | LH 654            | 1975                        | Figura reclinada tres piezas: vestida                   | Bronce 112 cm                            | Didrichsen Art Museum Helsinki Finlandia                                                   | Es la misma versión que la LH 653 pero de mayor tamaño. Otras copias en Kagoshima City Museum of Art, Kagoshima (Japón), en Freiaparken, Oslo (Noruega), y en Scotney Castle, Lamberhurst (Inglaterra). |
|                                                                                 | LH 655            | 1975                        | Figura reclinada tres piezas: vestida                   | Bronce 447 cm                            | Sodra Kungsgatan Gävle Suecia                                                              | Edición de siete ejemplares. Es la misma versión que la LH 653 pero de mayor tamaño. Copias en Theran Museum of Contemporary Art, Teherán (Irán), y en Luisiana Museum of Modern Art, Humlebaek (Dinamarca) «Mis esculturas de dos y tres piezas tienen el espacio entre cada parte que para mí es lo mismo que espaciar la rodilla del pie. Este espacio entre cada pieza es muy importante y se debería mirar como un trozo de forma o contorno exactamente igual que el material mismo.»Henry Moore (1980) |
|                                                                                 | LH 656            | 1975                        | Maqueta para Figura reclinada: agujeros                 | Bronce 27 cm                             |                                                                                            | Existe otra versión del año 1976 en madera de olmo de 222 cm (LH 657), en la Fundación Henry Moore donada por el artista en 1977. Es la última escultura, en madera, en gran escala del artista, la tallaron sus ayudantes a partir de la maqueta de Moore y presenta unas líneas más suaves que en otras versiones anteriores, las formas tienden a ser más redondeadas. |
|                                                                                 | LH 666            | 1975                        | Figura reclinada dues peces: forats                     | Bronce 22 cm                             | Colección particular (Hong Kong)                                                           | Existe otra versión del año 1975 en mármol blanco de 128 cm (LH 667). |
|                                                                                 | LH 668            | 1975                        | Figura reclinada dos piezas: busto                      | Bronce 19 cm                             | Colección particular (Estados Unidos)                                                      | Existe otra versión del año 1975 en mármol blanco de 108 cm (LH 669). |
|                                                                                 | LH 672            | 1975                        | Figura reclinada: araña                                 | Bronce 18 cm                             |                                                                                            | Edición de nueve ejemplares. |
|                                                                                 | LH 673            | 1975                        | Maqueta para Figura reclinada: ángulos                  | Bronce 23,5cm                            |                                                                                            | |
| Imagen de la escultura Archivado el 13 de agosto de 2014 en Wayback Machine.    | LH 675            | 1975                        | Figura reclinada: ángulos                               | Bronce 218 cm                            | Open Air museum Hakone Japón                                                               | Edición de nueve ejemplares. Uno de ellos en la Art Gallery of New South Wales, Sídney (Australia). |
| Imagen de la escultura Archivado el 4 de marzo de 2016 en Wayback Machine.      | LH 676            | 1975                        | Maqueta para Figura reclinada: soporte                  | Bronce 28 cm                             | Queenslaand Art Gallery Brisbane Australia                                                 | |
|                                                                                 | 1982              | Figura reclinada            | Bronce 236 cm                                           | Fundación Pierre Gianadda Martigny Suiza | Existen nueve copias. Una de ellas en el Museo de Arte Contemporáneo, Caracas (Venezuela). | |
|                                                                                 | LH 678            | 1975                        | Maqueta para Figura reclinada tres piezas               | Bronce 18cm                              |                                                                                            | |
|                                                                                 | LH 685            | 1975                        | Figura reclinada dos piezas: sin brazos                 | Bronce 61cm                              |                                                                                            | Edición de nueve ejemplares. Existe otra versión del año 1977 en granito negro de 222 cm (LH 686) |
|                                                                                 | LH 688            | 1976                        | Figura reclinada curva: lisa                            | Bronce 21cm                              |                                                                                            | Edición de nueve ejemplares. Existen dos versiones, la de tamaño mayor del año 1977 en mármol negro de 144 cm (LH 689) en una colección particular de Estados Unidos. |
|                                                                                 | LH 690            | 1976                        | Maqueta para Figura reclinada: una pierna               | Bronce 23 cm                             |                                                                                            | Existe otra versión del año 1976 en granito negro de 185 cm (LH 691).Comentario de Henry Moore: «He usado muchos materiales duros parecidos al granito, en esculturas pequeñas, pero en tamaño grande no lo usé hasta que hice esta figura. Sin duda hay algo en la resistencia de la piedra dura que le da un carácter definitivo que no suele tener un material blando.» |
| Fundación Henry Moore                                                           | LH 692            | 1976                        | Figura reclinada dos piezas: delgada                    | Bronce 25 cm                             |                                                                                            | Edición de nueve ejemplares. |
|                                                                                 | LH 693            | 1976                        | Figura reclinada: delgada                               | Bronce 26 cm                             |                                                                                            | Edición de nueve ejemplares. |
|                                                                                 | LH 694            | 1976                        | Figura reclinada dos piezas: doble círculo              | Bronce 22 cm                             |                                                                                            | Edición de nueve ejemplares. |
| Imagen de la escultura Archivado el 6 de marzo de 2016 en Wayback Machine.      | LH 695            | 1976                        | Figura reclinada dos piezas: doble círculo              | Bronce 119 cm                            | Museo de Arte Moderno de Toyama Toyama Japón                                               | |
|                                                                                 | LH 704            | 1976                        | Figura reclinada vestida                                | Bronce 20 cm                             |                                                                                            | Existen dos versiones de mayor tamaño. (LH 705 y LH 706) |
|                                                                                 | LH 705            | 1976-1979                   | Figura reclinada vestida                                | Bronce 99 cm                             | Civic Centre Art Castleford Inglaterra                                                     | Edición de nueve ejemplares. Entre ellos el de la The University Art museum, Tokio (Japón), y en la Rozelle House Gallery, Ayr (Estats Units), |
|                                                                                 | LH 706            | 1978                        | Figura reclinada vestida                                | Mármol travertino 182 cm                 | Fundación Henry Moore                                                                      | |
|                                                                                 | LH 707            | 1976                        | Figura reclinada: mano                                  | Bronce 19 cm                             |                                                                                            | Existen dos versiones, la mayor de 1979 (LH 709) y otra, en yeso con color, se encuentra en la Fundación Henry Moore donada por el autor en 1977. |
|                                                                                 | LH 709            | 1979                        | Figura reclinada: mano                                  | Bronce 221 cm                            | Moorweide Hamburgo Alemania                                                                | Edición de nueve ejemplares. Uno en Iwaki City Art Museum, Iwaki (Japó), otro en Ho-Am Art Museum, Seúl (Corea del Sud), y en la United Nations Headquarters, Nueva York (Estados Unidos). La inspiración para esta escultura la tuvo el artista cuando recogía fragmentos de sílex en su casa de campo, la primera maqueta la realizó pequeña para que le cupiera en la mano, trabajó con plastilina y finalmente la pasó a yeso. Moore explicó: «En mis figuras reclinadas, a menudo he tallado una pierna avanzada -la pierna que está más arriba en la escultura se proyecta sobre la pierna de abajo, con lo que le da un sentido de ofensiva y de poder- como si la rama grande de un árbol se alejase del tronco central.» |
|                                                                                 | LH 710            | 1976                        | Figura reclinada piernas cruzadas                       | Bronce 20 cm                             |                                                                                            | Edición de nueve ejemplares. |
|                                                                                 | LH 711            | 1976                        | Figura reclinada: matriz                                | Bronce 20 cm                             |                                                                                            | |
|                                                                                 | LH 712            | 1976                        | Figura reclinada: ombligo                               | Bronce 20 cm                             |                                                                                            | Edición de siete ejemplares. |
|                                                                                 | LH 720            | 1977                        | Figura reclinada tres piezas maqueta nº 5               | Bronce 25 cm                             |                                                                                            | |
|                                                                                 | LH 721            | 1977                        | Figura reclinada: pierna derecha                        | Bronce 27 cm                             |                                                                                            | |
| Imagen de la escultura Archivado el 5 de septiembre de 2012 en Wayback Machine. | LH 723            | 1977-1979                   | Modelo de trabajo para Figura reclinada: falda de hueso | Bronce 69 cm                             | City Museum of Contemporary Art Hiroshima Japón                                            | |
|                                                                                 | LH 732            | 1977                        | Figura reclinada: base cuneïforme                       | Bronce 16,5 cm                           |                                                                                            | Existen otras dos versiones. |
|                                                                                 | LH 734            | 1979-1980                   | Figura reclinada delgada                                | Mármol blanco 196 cm                     | Fundación Henry Moore                                                                      | La escultura realizada en un mármol blanco parece representar el memento mori -un recordatorio de la mortalidad-, las líneas son suaves y rítmicas pero la sensación es que intentó representar un cuerpo con aspecto consumido de la piel parecen salir los huesos, justo en el centro de la figura, como si fuese el momento en que la carne vuelve a integrarse con la naturaleza. Henry Moore ya había realizado diversos dibujos, en la década de lo setenta del siglo XX, de estas mismas características, donde se observan esta misma representación parecida al hueso.\| |
|                                                                                 | LH 739            | 1977                        | Figura reclinada: pedernal                              | Bronce 21 cm                             |                                                                                            | Edición de nueve ejemplares. |
|                                                                                 | LH 749a           | 1978                        | Maqueta para Figura reclinada: ala                      | Bronce 16 cm                             |                                                                                            | Existe otra versión del año 1978 en mármol travertino, Figura reclinada: ala de 137 cm (LH 750). |
|                                                                                 | LH 751            | 1978                        | Maqueta para Figura reclinada nº 7                      | Bronce 20 cm                             |                                                                                            | |
|                                                                                 | LH 752            | 1980                        | Figura reclinada nº 7                                   | Bronce 90 cm                             |                                                                                            | |
|                                                                                 | LH 755            | 1978                        | Maqueta para Figura reclinada dos piezas: corte         | Bronce 21 cm                             |                                                                                            | |
|                                                                                 | LH 757            | 1970-1979                   | Maqueta per a Figura reclinada dos piezas: corte        | Bronce 94,9 cm                           | City of Itochu Building Osaka Japn                                                         | |
|                                                                                 | LH 758            | 1979-1981                   | Figura reclinada dos piezas: corte                      | Bronce 470 cm                            | Yorkshire Sculpture Park Wakefield Inglaterra                                              | Copias en el Palais de la Musique et des Congrès de Estrasburgo, Estrasburgo (Francia), y en el Open Air Museum, Hakone (Japó). |
|                                                                                 | LH 777            | 1979                        | Figura reclinada: piernas en punta                      | Bronce 23 cm                             |                                                                                            | |
|                                                                                 | LH 794            | 1970-1979                   | Figura reclinada: cabeza pequeña                        | Bronce 13,5 cm                           |                                                                                            | |
|                                                                                 | LH 803            | 1980                        | Figura reclinada: falda de concha                       | Bronce 185 cm                            |                                                                                            | |
|                                                                                 | LH 805            | 1980                        | Figura reclinada: falda                                 | Bronce 15 cm                             |                                                                                            | |
|                                                                                 | LH 808            | 1980                        | Mujer reclinada nº 1                                    | Bronce 25 cm                             |                                                                                            | |
| Imagen de la escultura Archivado el 3 de marzo de 2016 en Wayback Machine.      | LH 809            | 1981                        | Mujer reclinada: codo                                   | Bronce 86,5 cm                           | Beverbrook Art Gallery Fredericton Canadá                                                  | |
|                                                                                 | LH 810            | 1981                        | Mujer reclinada: codo                                   | Bronce 221 cm                            | Galería de Arte de Leeds Leeds Inglaterra                                                  | La escultura fue creada para su exposición en la entrada de la Galería de Arte de Leeds, cuya inauguración tuvo lugar en el año 1982 y donde se exhiben una gran cantidad de obras del artista. En un primer momento se había pensado en una escultura en posición vertical, pero Moore prefirió la horizontalidad de su Figura reclinada: codo, de formas redondeadas y con el bronce pulido al máximo, que contrasta con las paredes de piedra caliza y líneas rectas del edificio. |
|                                                                                 | LH 811            | 1980                        | Mujer reclinada nº 2                                    | Bronce 29 cm                             |                                                                                            | |
|                                                                                 | LH 815            | 1981                        | Figura reclinada vestida: rodilla                       | Bronce 19 cm                             |                                                                                            | |
|                                                                                 | LH 823            | 1981                        | Figura reclinada dos piezas: arco                       | Bronce 20,5 cm                           |                                                                                            | |
|                                                                                 | LH 824            | 1981                        | Figura reclinada: rostro plano                          | Bronce 18,5 cm                           |                                                                                            | |
|                                                                                 | LH 826            | 1981                        | Maqueta para Figura reclinada: cabeza puntiaguda        | Bronce 18,5 cm                           |                                                                                            | Existe otra versión del año 1982, Figura reclina: cabeza puntiguada de 86,5 cm (LH 827) |
|                                                                                 | LH 830            | 1981                        | Figura reclinada: ángulos rectos                        | Bronce 20 cm                             |                                                                                            | |
|                                                                                 | LH 831            | 1981                        | Maqueta para Figura reclinada: pose abierta             | Bronce 24 cm de altura                   |                                                                                            | |
| Imagen de la escultura Archivado el 3 de marzo de 2016 en Wayback Machine.      | LH 832            | 1982                        | Figura reclinada: pose abierta                          | Bronce 91,5 cm                           | Museo de Israel Tel Aviv Israel                                                            | |
|                                                                                 | LH 841            | 1981                        | Figura reclinada: pelo                                  | Bronce 25 cm                             |                                                                                            | |
|                                                                                 | LH 842            | 1981                        | Mujer reclinada: falda                                  | Bronce 17,5 cm                           |                                                                                            | |
|                                                                                 | LH 854            | 1982                        | Figura reclinada: vaina                                 | Bronce 21,5 cm                           |                                                                                            | |
|                                                                                 | LH 855            | 1982                        | Figura reclinada: girándose                             | Bronce 23 cm                             |                                                                                            | |
|                                                                                 | LH 856            | 1982                        | Figura reclinada: fragmento                             | Bronce 10,5 cm                           |                                                                                            | |
|                                                                                 | LH 857            | 1982                        | Figura reclinada: agujeros                              | Bronce 12,5 cm                           |                                                                                            | |
|                                                                                 | LH 901            | 1983                        | Muchacha reclinada                                      | Bronce 12,5 cm                           |                                                                                            | |
|                                                                                 | LH 902            | 1983                        | Maqueta para Figura reclinada: círculo                  | Bronce 15 cm                             |                                                                                            | Existe otra versión del año 1983, Figura reclinada: círculo de 89 cm (LH 903) |
|                                                                                 | LH 904            | 1983                        | Figura reclinada: cabeza girada                         | Bronce 20,5 cm                           |                                                                                            | |
|                                                                                 | LH 905            | 1983                        | Figura reclinada                                        | Bronce 18 cm                             |                                                                                            | |
|                                                                                 | LH 906            | 1983                        | Maqueta para Figura reclinada: ombligo                  | Bronce 22 cm                             |                                                                                            | |
|                                                                                 | LH 907            | 1984                        | Figura reclinada: ombligo                               | Bronce 94 cm                             |                                                                                            | |
|                                                                                 | LH 908            | 1983                        | Figura reclinada: agujeros                              | Bronce 20,5 cm                           |                                                                                            | |